# لي فاندربلت
لي فاندربلت (بالإنجليزية: Lee Vanderbilt)‏ هو مغني بريطاني، ولد في 9 أغسطس 1935.

## وصلات خارجية
- لي فاندربلت على موقع ميوزك برينز (الإنجليزية)
- لي فاندربلت على موقع ديسكوغز (الإنجليزية)